# Bój pod Łęczycą
Bój pod Łęczycą – walki 25 Dywizji Piechoty w kampanii wrześniowej; część bitwy nad Bzurą (I faza).

## Sytuacja ogólna

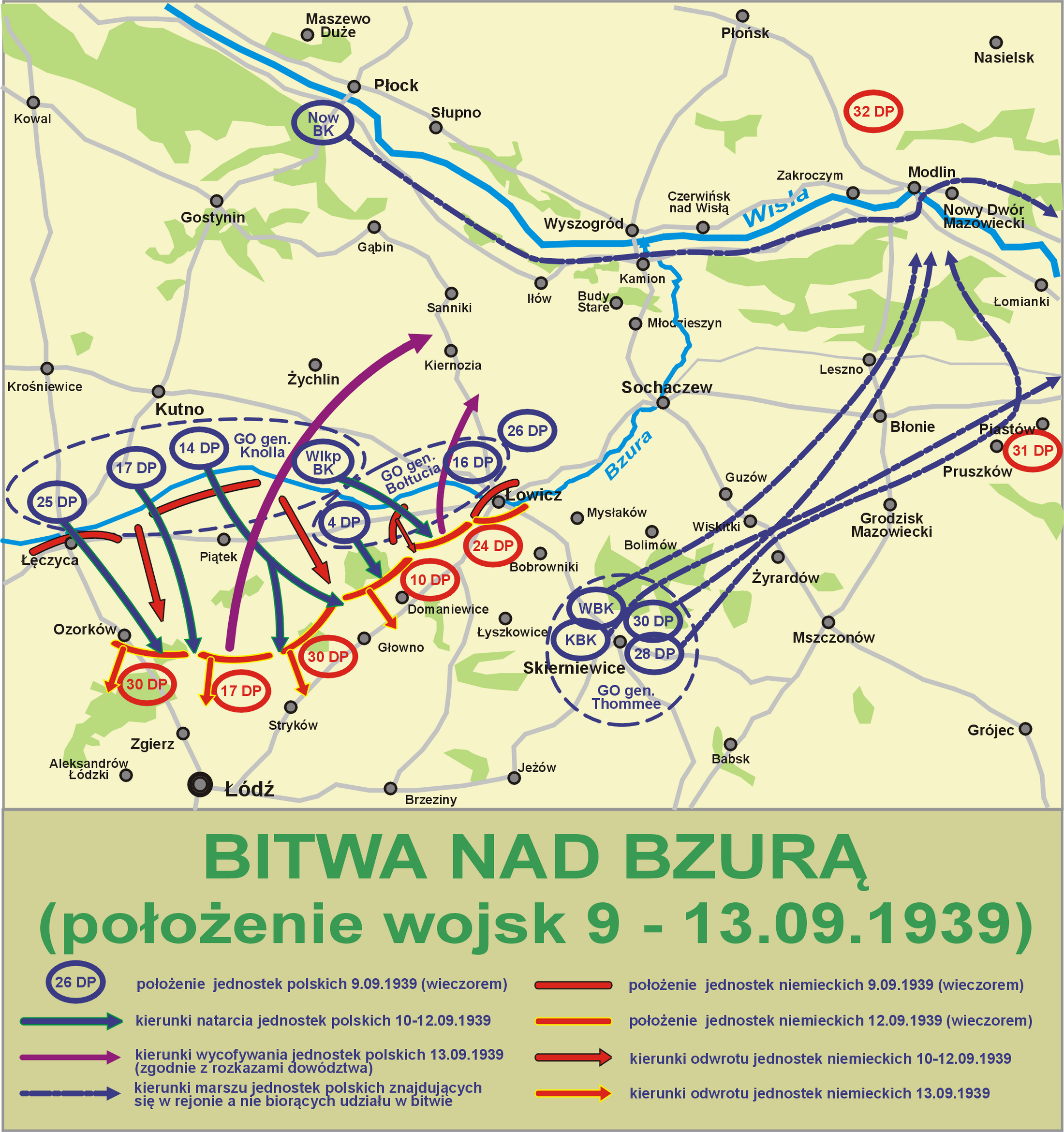

5 września Naczelny Wódz zarządził ogólny odwrót wojsk polskich na linię Narwi, Wisły i Sanu. Późnym wieczorem 6 września związki taktyczne Armii „Poznań” rozpoczęły odwrót w kierunku Warszawy. Obawiano się, że niemieckie dywizje zmotoryzowane szybciej osiągną linię Wisły i zablokują wojska Armii „Poznań” i „Pomorze” na zachód od rzeki. 9 września rozpoczęła się największa bitwa kampanii wrześniowej – bitwa nad Bzurą. W jej pierwszej fazie jednostki polskie zaatakowały z powodzeniem maszerującą wzdłuż prawego brzegu Bzury niemiecką 30 Dywizję Piechoty.

Grupa Operacyjna gen. Knolla-Kownackiego  uderzyła na kierunku wiodącym przez Krośniewice do Brzezin. 25 Dywizja Piechoty miała opanować Łęczycę, a następnie wyjść w rejon Ozorkowa, 17 Dywizja Piechoty po opanowaniu linii: Marynki, Michałowice, Sługi, ruszyć miała dalej w kierunku Celestynowa, a 14 Dywizja Piechoty opanować miała przedmościa w rejonie Balków i Goślub.

## Działania wojsk

### Działania rozpoznawcze na kierunku Łęczycy
Już po południu 7 września na Łęczycę został skierowany należący do Wielkopolskiej Brygady Kawalerii 71 Dywizjon Pancerny, z zadaniem rozpoznawania dróg w kierunku na Gostków, Poddębice i Ozorków, a następnie szwadron kolarzy, który po krótkiej walce na zachodnich przedpolach Łęczycy zamknął wyjścia na północ od tego miasta. Dla wzmocnienia kompanii kolarzy stanął w rejonie Topoli Królewskiej 15 pułk ułanów, wzmocniony 1/7 dak kpt. Edwarda Nagórskiego. 8 września rozpoznanie kierunku Łęczycy przejął 69 pułk piechoty. O zmroku 4/69 pp por. Stefana Kępy przeszła groblę i doszła pod zabudowania miasta. Tu wpadła jednak w zasadzkę, ponosząc duże straty. Rano 9 września rozpoznanie bojem przeprowadził II/69 pp mjr. Antoniego Chudzikiewicza, wsparty ogniem III/17 pal. Atak był prowadzony na szerokim froncie, po obu stronach grobli. Jednej z kompanii udało się wedrzeć do miasta i dojść aż do płonącego młyna. Wzięto jeńców. W tym położeniu mjr Chudzikiewicz wycofał batalion na podstawę wyjściową, tracąc przy tym łączność z 5 kompanią por. Edwarda Rosta.

### Natarcie na Łęczycę

Bitwa nad Bzurą (9 września)

Rano 9 września dowódca 25 Dywizji Piechoty gen. Franciszek Alter otrzymał z dowództwa Grupy Operacyjnej gen. Knolla-Kownackiego rozkaz opanowania Łęczycy, a następnie wyjście w rejon Ozorkowa. Do godzin popołudniowych został on skorygowany co do kierunku dalszego natarcia. Po zdobyciu Łęczycy 25 DP miała nacierać nie na Ozorków, lecz na Sokolniki i Modlną. Natarcie 25 DP, z przydzielonym 69 pułkiem piechoty i III/17 pułku artylerii lekkiej, ruszyło około 17.00. Rozpoczęła je artyleria, kładąc ogień na północną część Łęczycy. W kilkanaście minut później do walki weszła piechota.
69 pułk piechoty atakował z Topoli Królewskiej grupą uderzeniową pod dowództwem mjr. Chudzikiewicza. W odwodzie dowódca pułku pozostawił I batalion mjr. Maydanowicza. Atakujące pierwszorzutowe bataliony ostrzeliwane były silnym ogniem artylerii nieprzyjaciela i dopiero około 20.00 III/69 pp opanował most kolejowy, a II/69 pp doszedł do przedmieść miasta. Do walki włączyła się także 4/56 pułku piechoty, opanowując północno-wschodnią część miasta. Około 22.00 grupa uderzeniowa zajęła rynek, zdobywając duże ilości sprzętu wojskowego. II batalion przez całą noc pozostał w Łęczycy, a zluzowany został nad ranem przez oddziały 29 pułku piechoty.
56 pułk piechoty nacierał III batalionem na Kwiatkówek, a I batalionem na Tum. II/56 pp znajdował się w odwodzie. Kompanie, do których nie dotarły rozkazy zmieniające termin natarcia, wyruszyły do walki już o 14.00. 3 kompania por. Udzieli, napotykając na opór wroga, zatrzymała się, natomiast 1 kompania kpt. Przelaskowskiego weszła do wschodniej części Tumu, gdzie znajdowała się już 5 kompania por. Rosta z 69 pułku piechoty. III/56 pp mjr. Grocholi miał poważne trudności przy przekraczaniu doliny Bzury. Po sforsowaniu przeszkód, dwa plutony z 7 i 9 kompanii zdobyły Kwiatków. Tu też odparto kontratak niemiecki wyprowadzony  z Łęczycy. Tymczasem pozostałe dwie kompanie I/56 podeszły pod broniony przez Niemców Tum i około 22.00 zdobyły go.
60 pułk piechoty nacierał po obydwu stronach toru kolejowego. Za cenę dużych strat jego III batalion wyparł nieprzyjaciela z północno-zachodniej części Łęczycy. Pozostałe bataliony bez przeszkód osiągnęły Błonie. Stąd I/60 pp przesunięty został do Łęczycy, z zadaniem ubezpieczenia miasta od południowego zachodu, a II/60 pp – do obsadzenia zachodniej części miasta.
Walki w Łęczycy z niedobitkami niemieckiego II/26 pułku piechoty toczyły się jeszcze do północy. Po ich zakończeniu III/60 pułku piechoty odszedł do odwodu do Topoli Królewskiej, II/60 pp wymaszerował do Topoli Kątowej, a I/60 pp wraz z III/ 69 pułku piechoty stanęły w południowej części Łęczycy. 56 pułk piechoty, po opanowaniu Kwiatkówka i Tumu, wysunął patrole, a nad ranem zajął Tum Poduchowny. W tym czasie, będące w odwodzie dywizji 29 pułk piechoty i 9 batalion strzelców znajdowały się w marszu z Grabowa Łęczyckiego do rejonu Topoli Królewskiej, a na przeprawach przez Bzurę trwała intensywna praca przy odbudowie mostów i budowie nowych dla artylerii, która, poza pułkowymi plutonami artylerii piechoty, w całości znajdowała się jeszcze na północnym brzegu rzeki.

### W pościgu

Bitwa nad Bzurą (10 września)

Po północy, do oddziałów stojących w rejonie Łęczycy, dotarł rozkaz dowódcy dywizji gen. Altera o rozpoczęciu  pościgu za wycofującym się nieprzyjacielem. Dowódca 60 pułku piechoty, nie mając dotychczas meldunków od dowódcy swojego II batalionu skierowanego do Topoli Kątowej, wydał rozkaz dowódcy kompanii zwiadowców, por. Iwaszkiewiczowi, prowadzenia rozpoznania w kierunku południowo-zachodnim. Około północy do rejonu Wilczkowic wyruszył pluton kolarzy por. Kierzka, a pluton konny ppor. Wysockiego do Topoli Kątowej. Zbliżający się do kolonii Leszcze zwiadowcy konni ostrzelani zostali silnym ogniem z broni maszynowej. Po stwierdzeniu, że kolonia jest silnie broniona, oddział konny powrócił do Łęczycy.
Tymczasem II/60 pułku piechoty, wymijając Wilczkowice Średnie, podchodził do Topoli Kątowej, w rejonie której zwiadowcy starli się z ubezpieczeniem niemieckiego 26 pułku piechoty. Po północy batalion otrzymał rozkaz powrotu do południowej części Łęczycy i obsadzenia stacji kolejowej. W tym czasie pluton kolarzy ppor. Kierzka posuwał się szosą na Kalisz, napotykając kompanię 69 pułku piechoty. Posuwając się dalej na Leszcze i Wilczkowice, pluton natknął się na nieprzyjaciela wychodzącego do natarcia na Łęczycę, został zepchnięty do rejonu koszar i okrążony. Z odsieczą przyszła stojąca w pobliżu kompania 69 pułku piechoty oraz skierowane do tego rejonu przez dowódcę 60 pułku piechoty pluton pionierów por. Bogackiego i pluton przeciwgazowy ppor. Kaczmarka. Równocześnie II/60 pułku piechoty, wspólnie z I batalionem, uderzyły na nieprzyjaciela i odbiły kolonię Leszcze i Wilczkowice Średnie. 

Po stoczonej walce II/60 pułku piechoty przystąpił do obsadzenia południowej części Topoli Kątowej. Z kolei I/60 pp zajął obronę w południowo-zachodniej części miasta i na stacji kolejowej.
Powodzenie na tym odcinku osiągnął także plutonu kolarzy, który wraz z 2/60 pułku piechoty, przy wsparciu ogniowym dwóch plutonów karabinów maszynowych i plutonu moździerzy, uderzył  na Niemców i odbił koszary bronione przez pododdział niemieckiego 46 pułku piechoty.
Jednak wykonanie rozkazu gen. Altera przejścia do pościgu opóźniało się. Odwodowy 29 pułk piechoty spóźniał się i do Łęczycy dotarł dopiero 10 września około 9.00, artyleria polska nadal przeprawiała się przez rzekę, a Niemcy nadal próbowali odbić Łęczycę.
Z tych to względów dywizja do pościgu przeszła dopiero w godzinach przedpołudniowych 10 września. 
- 56 pułk piechoty z II dywizjonem artylerii ścigać miał nieprzyjaciela po osi: Tum–Mętlew–Leśmierz–Czerchów,
- 29 pułk strzelców, wspierany III dywizjonem artylerii, prowadzić miał pościg z Łęczycy na Ozorków.
- 60 pułk piechoty pozostać miał w odwodzie w Łęczycy i zorganizował obronę miasta.

Już na początku pościgu 56 pułk piechoty ostrzelany został przez artylerię nieprzyjaciela. III/56 pp rozwinął natarcie i zajął folwark Mętlew. W Mętlewie ostrzelane zostały silnym ogniem bateria artylerii oraz zwiad II/26 pal; pododdziały te wycofały się z powrotem do Tumu. Dowódca 56 pułku piechoty, płk Wojciech Tyczyński, skierował do natarcia na Leśmierz III batalion, a za nim II batalion. I batalion pozostał w odwodzie w folwarku Mętlew. W Leśmierzu po raz pierwszy doszło do walki z niemieckimi czołgami lekkimi. Na większy opór natrafiono w otoczonej murem cukrowni. III/56 pp kontynuował pościg na południe, zajmując bez walki Czerchów. Jeszcze przed zapadnięciem zmroku z rejonu Parzyc i kolonii Konary Niemcy wyprowadzili kontratak, wypierając z zajętego lasku część II/56 pp. Dalsze natarcie nieprzyjaciela zostało zatrzymane pod Mętlewem. W tej sytuacji płk Tyczyński wycofał III batalion z Czerchowa.
W tym czasie 29 pułk piechoty toczył walki na linii: cegielnia Sierpów − Solca Mała – folwark Wróblew. Na Sierpów nacierał II/29 pp mjr. Swiatowca. Stację kolejową i wieś Sierpów zdobyto szturmem „na bagnety”. Nieprzyjaciel, po podpaleniu cystern, wycofał się na południe. Kontynuowany przez 6 kompanię wraz z prawoskrzydłową kompanią III batalionu pościg doszedł pod dwór Ostrów. Tutaj napotkano silny opór i kompanie z dużymi stratami wycofały się w rejonie cegielni w Sierpowie. Nie powiodło się także natarcie I batalionu na folwark Wróblew.
W ciągu dnia 10 września 60 pułk piechoty pozostawał w odwodzie w Łęczycy, szwadron kawalerii dywizyjnej patrolował szosę na odcinku Gostków – Poddębice, a 31 kompania czołgów z 25 kompanią kolarzy, wychodząc w kierunku Parzęczewa, nawiązały kontakt z oddziałem Grupy Operacyjnej kawalerii gen. Grzmota-Skotnickiego.

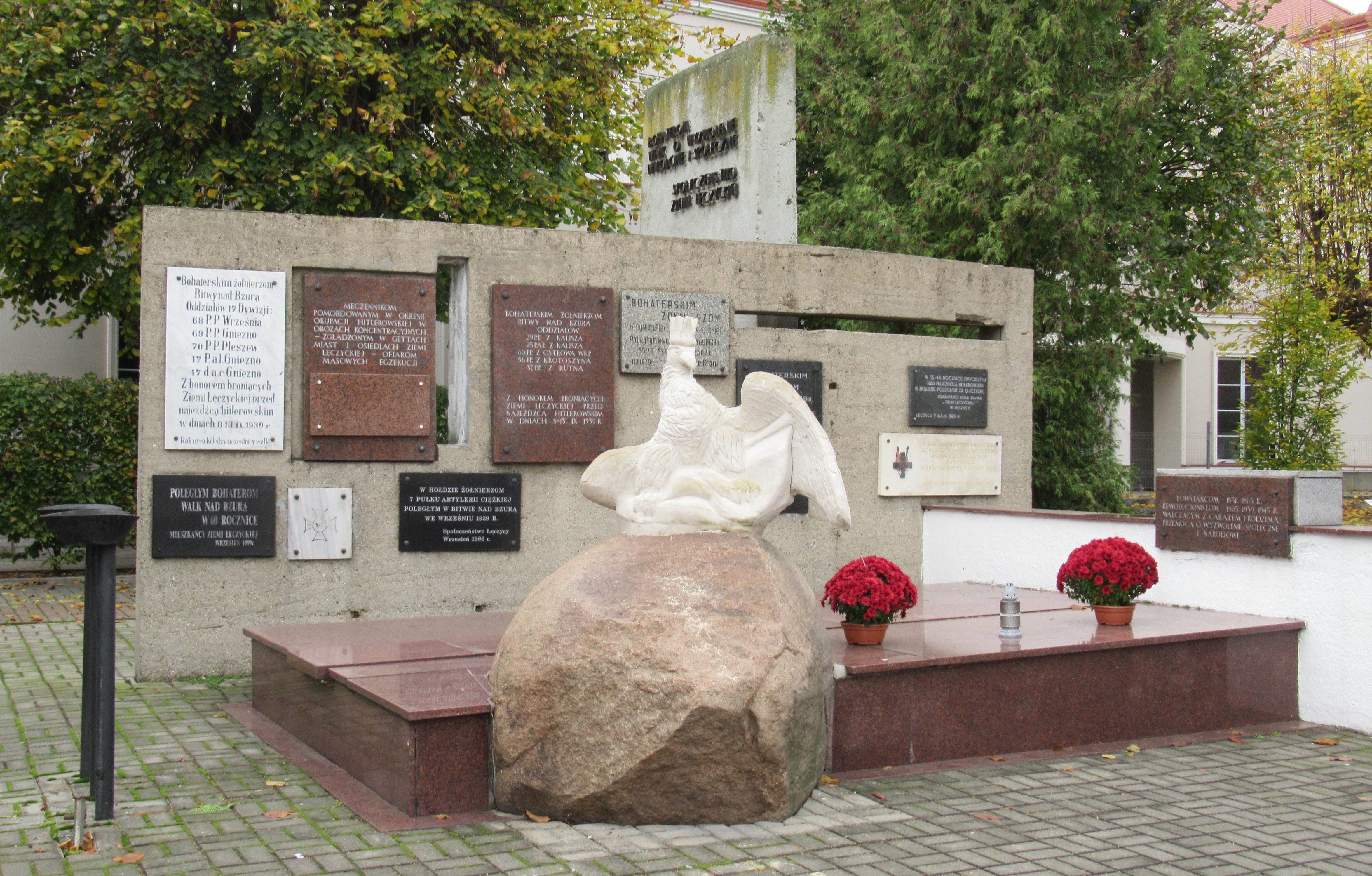
Bohaterom walk 1939

## Bilans walk
Mimo zdecydowanego oporu Niemców, akcji jego lotnictwa bombowego i artylerii ciężkiej, oddziały 25 DP sforsowały przejścia w Łęczycy i posunęły się 8–10 km do przodu. Niemiecka próba odrzucenia 60 pułku piechoty i uchwycenia z powrotem przeprawy w Łęczycy skończyła się niepowodzeniem. Wszystkie oddziały dywizji zdobyły wielu jeńców i dużo materiału wojennego. Pierwszą część zadania dywizja wykonała. Sforsowano Bzurę oraz osiągnięto wyznaczone cele natarcia, zdobyto Łęczycę, Kwiatkówek i Tum.